# 1938 en littérature
| Années de la littérature : 1935 - 1936 - 1937 - 1938 - 1939 - 1940 - 1941    |
| Décennies de la littérature : 1900 - 1910 - 1920 - 1930 - 1940 - 1950 - 1960 |

Cet article présente les faits marquants de l'année 1938 en littérature.

## Presse
- Parution dans le Story Magazine de Inconnu à cette adresse de Kressmann Taylor.

## Parutions

### Essais
- Alain, Propos sur la religion.
- Raymond Aron, Introduction à la philosophie de l'histoire. Essai sur les limites de l'objectivité historique, Paris, Gallimard
- Raymond Aron, Essai sur la théorie de l'histoire dans l'Allemagne contemporaine. La philosophie critique de l'histoire, Paris, Vrin
- Antonin Artaud, Le Théâtre et son double (février).
- Gaston Bachelard, La Formation de l'esprit scientifique.
- Gaston Bachelard, La Psychanalyse du feu.
- Georges Bernanos, Les Grands Cimetières sous la Lune
- Roger Caillois, Le Mythe et l’Homme.
- Ève Curie, Madame Curie, Paris, Gallimard
- Martin Heidegger, Qu’est-ce que la métaphysique ?.
- Édouard Le Danois, L’Atlantique : histoire et vie d'un océan, éd. Albin Michel
- Henri de Lubac (jésuite), Catholicisme.
- André Maurois, René ou la Vie de Châteaubriand
- Charles Rocherand, André Citroën - Souvenirs d'une collaboration (1922-1934), Éditions de La Jeunesse
- Paul Valéry, Introduction à la poétique.
- Marguerite Yourcenar : Les Songes et les Sorts.

### Poésie
- Henri Michaux, Plume (juin).

### Publications
- Nick Gillain, Le Mercenaire. Carnet de route d'un combattant rouge, éd. Librairie Arthème Fayard, 247 pages. Un témoignage sur la guerre d'Espagne.

### Romans

#### Auteurs francophones
- Marcel Aymé, Gustalin.
- Albert Cohen, Mangeclous (août).
- Jean Giono, Le Poids du ciel.
- Julien Gracq, Au château d'Argol.
- Antoine de Saint-Exupéry, Terre des hommes.
- Jean-Paul Sartre, La Nausée (premier roman), éditions Gallimard (avril).
- Georges Simenon, Les Trois Crimes de mes amis, éditions Gallimard (avril).

#### Auteurs traduits
- Samuel Beckett (américain), Murphy.
- William Faulkner (américain), L'Invaincu.
- Graham Greene (anglais), Le Rocher de Brighton.
- John Steinbeck (américain), Les Raisins de la colère.
- Elio Vittorini (italien), Conversazione in Sicilia.
- Richard Wright (américain), les Enfants de l’oncle Tom.
- Daphne du Maurier (britannique), Rebecca

### Nouvelles
- Marguerite Yourcenar : Nouvelles orientales.

### Littérature d'enfance et de jeunesse
- France Pastorelli, Baghéra et Kytô, histoire pour enfants de 8 à... 80 ans

## Théâtre
- 23 mai : Grand’ peur et Misère du IIIe Reich de Bertolt Brecht.
- 1er juin : Les Noces de Sang, pièce de Federico García Lorca est créé à Paris.
- 17 septembre : Jean Anouilh, Le Bal des voleurs.
- 28 septembre : Le Cantique des cantiques, pièce de Jean Giraudoux.
- 7 novembre : La Terre est ronde, pièce d’Armand Salacrou.

- Antonin Artaud, Le Théâtre et son double (essai, février).
- Jean Cocteau, Les Parents terribles

## Récompenses et prix littéraires
- 10 novembre : La romancière Pearl Buck, prix Nobel de littérature.
- 7 décembre : Henri Troyat reçoit le prix Goncourt pour L'Araigne.
- Prix Renaudot : Léonie la bienheureuse de Pierre-Jean Launay
- Prix Femina : Caroline ou le Départ pour les îles de Félix de Chazournes
- Prix Interallié : La Conspiration de Paul Nizan
- Grand prix du roman de l'Académie française : Le Centaure de Dieu de Jean de La Varende
- Prix des Deux Magots : Léonie la bienheureuse de Pierre-Jean Launay
- Voir la liste des Prix du Gouverneur général 1938.

## Principales naissances
- 5 janvier : Ngugi wa Thiong'o, écrivain kenyan († 28 mai 2025).
- 9 février : Youri Koval, écrivain soviétique († 2 août 1995).
- 26 mai : Ludmila Petrouchevskaïa, écrivaine russe.
- 25 août : Frederick Forsyth, écrivain britannique († 9 juin 2025).
- 3 septembre : Caryl Churchill, dramaturge britannique.
- 11 septembre : Peter Iden, écrivain, critique de théâtre et critique d'art allemand.
- 12 novembre : Maud Tabachnik, écrivaine française.

## Principaux décès
- 1er mars : Gabriele D'Annunzio, écrivain italien.
- 21 avril : Muhammad Iqbal, auteur musulman indien moderniste. Son œuvre constitue la seule tentative philosophique de tout le réformisme musulman pour reconstruire une pensée islamique au XXe siècle.
- 27 avril : Edmund Husserl, philosophe allemand, père de la phénoménologie.
- 7 août : Constantin Stanislavski, metteur en scène, fondateur du théâtre d’art de Moscou.
- 27 octobre : Lascelles Abercrombie, poète britannique, 57 ans.
- 1er novembre : Francis Jammes.
- 27 décembre : Ossip Mandelstam, poète russe, en déportation.